# Stade Jos Nosbaum
A Stade Jos Nosbaum vagy magyarosan Jos Nosbaum Stadion labdarúgó-mérkőzések megrendezésére alkalmas sportlétesítmény Dudelange-ban, Luxemburgban. Az F91 Dudelange itt rendezi hazai mérkőzéseit.
A pálya felülete természetes füves, a kijelölt játéktér szabványosan 105 méter hosszú, és 68 méter széles. A stadion saját megvilágítással rendelkezik, így esti labdarúgó-mérkőzések megrendezésére is alkalmas.
A játéktér két oldalvonala mentén lelátókat építettek, melyből az északkeleti fedett, míg a szemközti tribün teljesen nyitott. A fedett lelátó összesen 592 műanyag székkel rendelkezik, melyből 150-et a VIP-vendégeknek, 42-t pedig az újságíróknak tartanak fent. A fedetlen lelátón 965 műanyag széket szereltek fel, további 1 000 nézőnek pedig állóhelyet biztosítanak.